# Microbotryum tenuisporum
Microbotryum tenuisporum är en svampart som först beskrevs av Raffaele Ciferri, och fick sitt nu gällande namn av Vánky 1998. Microbotryum tenuisporum ingår i släktet Microbotryum och familjen Microbotryaceae.   Inga underarter finns listade i Catalogue of Life.